# سلیم‌آباد (تنکابن)
سلیم آباد (تنکابن)، روستایی از توابع بخش مرکزی شهرستان تنکابن در استان مازندران ایران است.

## جمعیت
این روستا در دهستان گلیجان قرار دارد و براساس سرشماری مرکز آمار ایران در سال ۱۳۸۵، جمعیت آن ۷۱۵ نفر (۱۷۸خانوار) بوده‌است.